# Леонтьев, Владимир Алексеевич
Владимир Алексеевич Леонтьев (1776—1844) — полковник, участник Отечественной войны, из дворянского рода Леонтьевых.

## Биография
Владелец имения Есенки (Верхний Ясенок) Епифанского уезда, села Поречье Борисоглебское тож Одоевского уезда Тульской губернии, в службу вступил унтер-офицером 28.04.1797 в лейб-гвардии Семеновский полк, прапорщик 17.08.1799, подпоручик 27.10.1800, штабс-капитан 02.04.1802, переведен в другой полк гвардии капитаном 06.10.1804, переведен в Галицкий пехотный полк 15.10.1811, за отличие — подполковник 11.04.1817, за болезнью переведен в Екатеринославский внутренний гарнизонный батальон 26.03.1824, потом командиром в Херсонский гарнизонный батальон 14.04.1826, уволен по болезни полковником 07.06.1835; жена Мария Андреевна Шошина, у них 24 души крепостных в Епифанском уезде Тульской губернии и 30 душ в Павлоградском уезде Екатеринославской губернии.
Тульское дворянское собрание 18.06.1825 года внесло его жену и девять старших детей в 4 часть родословной книги.

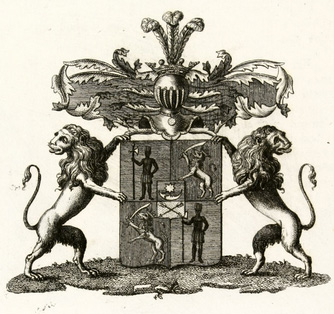
Герб дворянского рода Леонтьевых

В ночь государственного переворота и убийства императора Павла I находился на службе в составе своей роты 3-го батальона Семеновского полка в карауле Михайловского замка визитер-рундом, что достаточно подробно описал его родной брат Михаил (1785—1861), так же косвенный участник этих событий, в своих воспоминаниях.
В списке заговорщиков его упоминает и М. А. Фонвизин, но по тексту ошибочно приписывает его к Преображенскому полку.
Бумаги участвовавших в заговоре после их кончины изымались государством, поэтому личных воспоминаний не сохранилось.
В 1812 году в звании майора с Галицким пехотным полком участвовал в походе из Крыма на кораблях к Одессе, а оттуда через Молдавию для присоединения к 3-й западной обсервационной армии под командованием Чичагова; в её составе в ноябре-декабре принимал участие в преследовании отступавшей Наполеоновской армии и находился в сражениях при Волковыске и при проходе через лес от Свислочи к Рудне.
Участвовал в заграничном походе 1813—1814 гг. В марте 1813 года под командованием генерал-майора Линдфорса был в отряде войск при блокаде Модлина, а далее участвовал в битве под Лейпцигом и взятии Парижа.
Награждён медалью «В память Отечественной войны 1812 года» и медалью «За взятие Парижа», сведений о других наградах пока не найдено.

## Портрет
Существует миниатюрный портрет художника Людвига Гуттенбрунна «Офицер лейб-гвардии Семеновского полка» 1800 года, на котором изображен офицер 24-х лет с орденом св. Иоанна Иерусалимского — предположительно на нём изображен Владимир Алексеевич Леонтьев (род. 1776 г.)

## Семья
Дети:
- Александра Владимировна (1814-ок.1885);
- Андрей Владимирович (1815-ок.1875);
- Мария Владимировна (1816-ок.1885);
- Владимир Владимирович (1817-ок.1880);
- Алексей Владимирович (1818-ок.1880), коллежский регистратор;
- Наталья Владимировна (1818-ок.1880); (в замужестве Талбаева, в 1858 г. губ.секретарша)
- Александр Владимирович (1820-06.10.1858), капитан-лейтенант, награждён орденом св. Станислава 2 ст.;
- Иван Владимирович (04.07.1821-1892), лейтенант, коллежский секретарь;
- Софья Владимировна (1824-до 1837);
- Всеволод Владимирович (02.09.1827-21.09.1896), титулярный советник, помощник начальника Окуловской станции Николаевской ж.д., награждён орденом кн. Даниила I 4 ст.;
- Екатерина Владимировна (05.12.1828-ок.1900); ( в замужестве Небольсина, в 1858 г. кол.секретарша)
- Людмила Владимировна (17.11.1830-ок.1900);
- Юлия Владимировна (09.05.1834-ок.1905);
- Надежда Владимировна (ок.1835-ок.1905)